# Alfa TV (Bulgaria)
Alfa TV è una rete televisiva bulgara fondata nel 2011, le cui trasmissioni sono iniziate il 14 ottobre dello stesso anno. La sede del canale si trova a Sofia, Bulgaria. È trasmessa anche via satellite, su Intelsat 12 (11.509 V, SR 10.000, FEC 2/3). Appartiene ed è gestita dal partito politico di estrema destra Unione Nazionale Attacco.